# Jean Cordier
Jean Cordier (* um 1440 in Brügge; † 28. September 1501 ebenda) war ein niederländischer Tenorsänger.

## Leben und Werk
Jean Cordier entstammte wahrscheinlich jener Familie Cordier, deren Mitglieder Rolandus und Ghisbertus die Stiftung des Johannes van der Coutre an der Kathedrale Saint-Donatian in Brügge administrierten. Höchstwahrscheinlich wurde Cordier an der Maîtrise dieser Kirche ausgebildet.
Dort wurde er, obwohl er Priester war, am 23. Juli 1460 zum clericus installatus (tenore) ernannt. Tommaso Portinari, Botschafter der Medicis in Brügge, schrieb am 13. Februar 1467 an Piero de’ Medici, dass er einen tenore engagiert habe und diesem Geld für die Reise geben werde. Am 23. Februar 1467 erlaubte das Kapitel von Saint-Donatian Cordier, in negotiis suis abwesend zu sein und zwar bis Juni 1467.
Cordier führte eine Gruppe von Sängern, die Portinari in Brügge und Guillaume Du Fay in Cambrai rekrutiert hatten, nach Italien. Er trat der Kapelle Piero de’ Medicis in Florenz bei und begeisterte seinen Herrn durch Improvisationen zu der lira da braccio. Die von ihm nach Italien geführten Sänger verließen jedoch schon 1468 Florenz wieder, vorgeblich auf Cordiers Veranlassung.
Dieser wurde am 2. Januar 1469 Sänger der Sixtinischen Kapelle in Rom. Seine Anstellungsurkunde erreichte Brügge gerade zu der Zeit, als das Kapitel von Saint-Donatian dazu neigte, ihm aufgrund seiner Abwesenheit das Vikariat und die Kaplansstelle abzuerkennen. Im August 1470 wurde Cordier zum letzten Mal in Rom entlohnt.
Cordiers nächste Anstellung war der Hof Ferdinands I. (1458–1494) in Neapel. 1474 gelang es Herzog Galeazzo Maria Sforza, Cordier für seine seit 1471/2 im Aufbau befindliche Hofkapelle zu gewinnen. Ohne Erlaubnis Ferdinands I. begab sich Cordier nach Mailand, was zu ernsthaften diplomatischen Spannungen zwischen dem Königreich Neapel-Sizilien und dem Herzogtum Mailand führte. Als der König von Neapel mit dem Abbruch der Beziehungen zu Mailand drohte, vermittelte Karl der Kühne, der Herzog Burgunds und Cordiers „Landesvater“, zugunsten des Mailänder Herzogs. Cordier hinterließ in Neapel Schulden, um deren Eintreibung sich am 13. Dezember 1474 Johannes de Vuilles, cantor in capella regis Neapolitani, und Magister Petrus du Croquet alias le Picart, Schneider des Königs, beim Kapitel von Saint-Donatian in Brügge bemühten.
Ab Oktober 1474 ist Cordier als Sänger in der Kapelle Galeazzo Maria Sforza in Mailand nachweisbar. Er wurde vom Herzog geadelt, erhielt Geldgeschenke und Pfründen. Zu Cordiers Kollegen gehörten Gaspar van Weerbeke, Alexander Agricola, Loyset Compère und Jehan Fresneau. Nach Ermordung des Herzogs am 26. Dezember 1476 und der Verkleinerung der Kapelle blieb Cordier als einer der besten Sänger der Kapelle noch einige Zeit im Dienst der Regentin Bona. Im Februar 1477 gehörte er einer Gesandtschaft des Mailänder Hofes nach Frankreich an, verließ aber im Sommer 1477 Mailand endgültig.
Spätestens ab 1480 sang Cordier in der Kapelle des Erzherzogs Maximilians, des späteren Kaisers Maximilian I. Mit seinen Kollegen Antoine Busnoys und Pierre Basin nahm Cordier im Mai 1481 am Treffen des Ordens vom Goldenen Vlies in ’s-Hertogenbosch teil, desgleichen im März 1482 am Begräbnis der Maria von Burgund. 1480–1482 und 1487–1488 ist Cordier als Sänger in der Kapelle dokumentiert.
In Anerkennung seiner hervorragenden Fähigkeiten als Sänger erhielt Cordier 1483 von Maximilian I. ein Kanonikat an Saint-Donatian in Brügge, überdies ein Benefizium an Saint-Livinus in Zierikzee. Großzügig gewährte das Kapitel von Saint-Donatian Cordier einen längeren Urlaub für eine Reise nach Italien im Auftrag der Sforzas, zu denen die Verbindung erst 1496 durch ein Entlassungsschreiben abriss.
1485 leitete Cordier das Osterspiel in Brügge und sang den Jesus. Offenbar war Cordier jener Freund Jacob Obrechts, der dessen Anstellung an Saint-Donatian vorbereitet hatte. Am 10. Juli 1487 erlaubte ihm das Kapitel von  Saint-Donatian, von Brügge nach Mailand per tres vel quatuor menses continuos zu reisen. Im Gepäck hatte er Kompositionen, die Herzog Ercole I. d’Este von Ferrara „über alles schätzte“. Ercole d’Este beauftragte Cordier, Obrechts Reise an den Hof von Ferrara beim Kapitel in Brügge zu bewirken.
Am 5. September 1487 erreichte der von Ercole d’Este nach Brügge gesandte Sänger Cornelio di Lorenzo Mailand, wo sich ihm Cordier anschloss. Am 2. Oktober 1487 traten beide vor das Kapitel von Saint-Donatian und baten dieses, Jacob Obrecht Urlaub für eine Reise nach Italien zu gewähren. Dem wurde stattgegeben und Obrecht reiste mit Cornelio di Lorenzo nach Ferrara.
Nach dessen Rückkehr aus Italien besuchte Cordier 1488 auf eigene Kosten seinen aus Italien zwischenzeitlich zurückgekehrten Freund Obrecht in Bergen op Zoom. 1492 – 93 bereiste er wieder Italien. 1493/4 arrangierte Cordier den offiziellen Besuch der Sänger der Kathedrale Saint-Donatian bei Obrecht in Antwerpen. Die letzte Reise Cordiers nach Italien fand 1496 statt. Vom 9. Oktober 1497 bis zum 10. November 1498 war Cordier Succentor (Kapellmeister) an Saint-Donatian. Im September 1500 setzte er sich für den erkrankten Obrecht beim Kapitel Saint-Donatian ein.
Am 28. September 1501 starb Jean Cordier hochgeehrt in Brügge und wurde im Chor von Saint-Donatian begraben. Er hinterließ  der Kirche eine Stiftung im Wert von jährlich ₤13.